# Ohaba (Alba)
Ohaba (in ungherese Székásszabadja, in tedesco Neudorf) è un comune della Romania di 825 abitanti, ubicato nel distretto di Alba, nella regione storica della Transilvania.
Il comune è formato da un insieme di 4 villaggi: Colibi, Măghierat, Ohaba, Secășel.